# Peter Struger
Peter Struger (19 marzo 1982) è un ex sciatore alpino austriaco, vincitore della Coppa Europa nel 2007.

## Biografia

### Stagioni 1998-2007
Originario di Arnoldstein e attivo in gare FIS dal novembre del 1997, Struger esordì in Coppa Europa il 13 marzo 2000 a Galtür in supergigante, senza completare la prova; nella medesima specialità vinse due medaglie d'argento ai Mondiali juniores, nelle edizioni di Verbier 2001 e Tarvisio 2002.
Esordì in Coppa del Mondo il 13 dicembre 2004 a Sestriere in slalom speciale, senza completare la prova, e nel prosieguo della stagione conquistò il primo podio in Coppa Europa, il 10 febbraio 2005 a Bad Kleinkirchheim in discesa libera (2º). Nel circuito ottenne la prima vittoria il 28 novembre 2006 a Levi in slalom gigante e in quella stagione 2006-2007 colse il miglior risultato della carriera vincendo il trofeo generale continentale.

### Stagioni 2007-2009
Il 3 dicembre 2007 ottenne il miglior piazzamento in Coppa del Mondo, a Beaver Creek in supergigante (28º); pochi giorni dopo, il 20 dicembre, conquistò la seconda e ultima vittoria in Coppa Europa, ad Altenmarkt-Zauchensee in discesa libera; ottenne l'ultimo podio nel circuito continentale l'8 marzo 2008 a Bansko in discesa libera (2º).
Prese per l'ultima volta il via in Coppa del Mondo il 7 marzo 2009 a Kvitfjell in discesa libera, senza completare la prova, e si ritirò al termine di quella stessa stagione 2008-2009; la sua ultima gara fu il supergigante dei Campionati austriaci 2009, disputato il 23 marzo a Saalbach-Hinterglemm e chiuso da Struger al 15º posto. In carriera non prese parte a rassegne olimpiche o iridate.

## Palmarès

### Mondiali juniores
- 2 medaglie:
  - 2 argenti (supergigante a Verbier 2001; supergigante a Tarvisio 2002)

### Coppa del Mondo
- Miglior piazzamento in classifica generale: 139º nel 2008

### Coppa Europa
- Vincitore della Coppa Europa nel 2007
- 12 podi:
  - 2 vittorie
  - 5 secondi posti
  - 5 terzi posti

#### Coppa Europa - vittorie
| Data             | Località              | Paese     | Specialità |
| ---------------- | --------------------- | --------- | ---------- |
| 28 novembre 2006 | Levi                  | Finlandia | GS         |
| 20 dicembre 2007 | Altenmarkt-Zauchensee | Austria   | DH         |

Legenda:

DH = discesa libera

GS = slalom gigante

### Campionati austriaci
- 3 medaglie[1]:
  - 2 argenti (combinata nel 2000; discesa libera nel 2002)
  - 1 bronzo (slalom gigante nel 2003)